# Liste des stades de baseball de l'Alabama

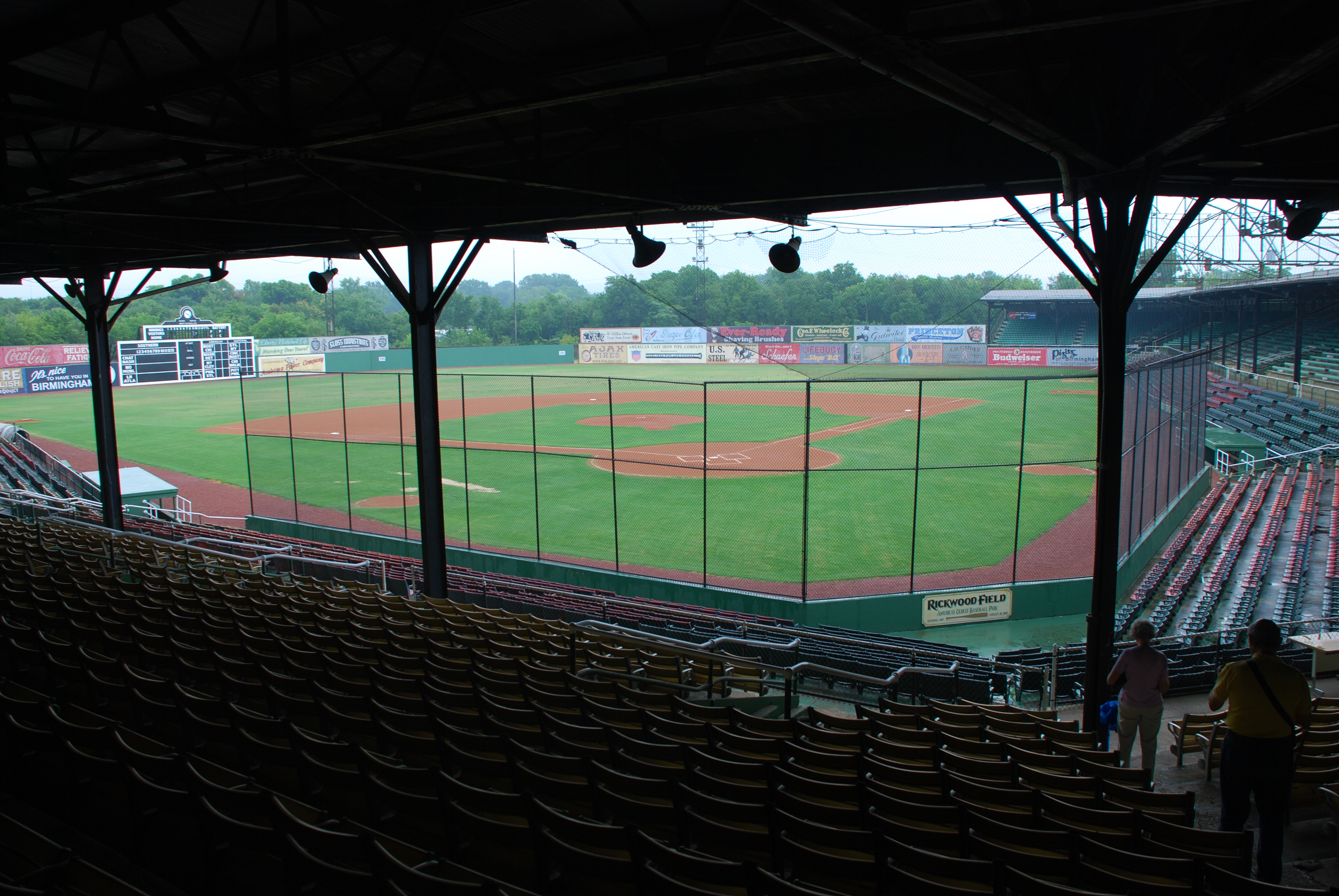
Le centenaire Rickwood Field, situé à Birmingham, est considéré comme le plus vieux stade de baseball professionnel des États-Unis encore en usage. Construit en 1910, il est protégé depuis 1993 au titre du Registre national des lieux historiques.

La liste des stades de baseball de l'Alabama recense l'ensemble des stades de baseball des ligues majeures, ligues mineures et ligues indépendantes situés dans l'État de l'Alabama, aux États-Unis.
Quatre stades sont occupés par une équipe de baseball professionnelle de ligue mineure ; l'État de l'Alabama ne compte aucun club de ligue majeure. Le Joe W. Davis Stadium (en) est, avec une capacité de 10488 spectateurs, est le plus grand de ces quatre stades ; il est occupé par les Stars de Huntsville, club de baseball de niveau Double-A évoluant en Southern League et affilié aux Brewers de Milwaukee.
L'État de l'Alabama abrite l'un des plus vieux stades de baseball des États-Unis encore en usage. Construit en 1910, le Rickwood Field, domicile des Black Barons et des Barons de Birmingham, est classé au niveau fédéral au Registre national des lieux historiques et au niveau régional au Alabama Register of Landmarks and Heritage (en).

## Stades

### Occupés par un club professionnel
| Nom                               | Club                   | Ligue   | Localité   | Capacité | Année | Coordonnées                  |
| --------------------------------- | ---------------------- | ------- | ---------- | -------- | ----- | ---------------------------- |
| Regions Field (en)                | Barons de Birmingham   | mineure | Birmingham | 8 500    | 2013  | 33° 30′ 27″ N, 86° 48′ 37″ O |
| Hank Aaron Stadium (en)           | BayBears de Mobile     | mineure | Mobile     | 6 000    | 1997  | 30° 38′ 45″ N, 88° 07′ 01″ O |
| Montgomery Riverwalk Stadium (en) | Biscuits de Montgomery | mineure | Montgomery | 4 500    | 2004  | 32° 22′ 56″ N, 86° 18′ 38″ O |

### Anciennement occupés par un club professionnel
| Nom                              | Club                 | Ligue        | Localité   | Capacité | Année | Coordonnées                  |
| -------------------------------- | -------------------- | ------------ | ---------- | -------- | ----- | ---------------------------- |
| Joe W. Davis Stadium (en)        | Stars de Huntsville  | mineure      | Huntsville | 10 488   | 1985  | 34° 41′ 58″ N, 86° 35′ 19″ O |
| Rickwood Field                   | Barons de Birmingham | mineure      | Birmingham | 10 800   | 1910  | 33° 30′ 10″ N, 86° 51′ 20″ O |
| Hoover Metropolitan Stadium (en) | Barons de Birmingham | mineure      | Hoover     | 10 800   | 1988  | 33° 20′ 18″ N, 86° 50′ 59″ O |
| Paterson Field                   | Rebels de Montgomery | mineure      | Birmingham | 7 000    | 1949  | 32° 22′ 56″ N, 86° 17′ 29″ O |
| Bloch Park (en)                  | Cloverleafs de Selma | indépendante | Selma      | 1 500    | 1940  | 32° 24′ 16″ N, 87° 02′ 25″ O |